# Saint-Edmond-les-Plaines
Saint-Edmond-les-Plaines es un municipio canadiense situado en la provincia de Quebec.

## Superficie
Saint-Edmond-les-Plaines tiene una superficie de 84,39 km².

## Demografía
En 2021, tenía 355 habitantes, una densidad poblacional de 4,2 hab./km², y 173 viviendas.